# Faramea ortiziana
Faramea ortiziana är en måreväxtart som beskrevs av Charlotte M. Taylor. Faramea ortiziana ingår i släktet Faramea och familjen måreväxter.
Artens utbredningsområde är Peru. Inga underarter finns listade i Catalogue of Life.